# Goldenrod
Goldenrod és una concentració de població designada pel cens dels Estats Units a l'estat de Florida. Segons el cens del 2000 tenia 12.871 habitants.

## Demografia
Segons el cens del 2000, Goldenrod tenia 12.871 habitants, 5.398 habitatges, i 3.152 famílies. La densitat de població era de 1.918,7 habitants/km².
Dels 5.398 habitatges en un 26,2% hi vivien nens de menys de 18 anys, en un 42,6% hi vivien parelles casades, en un 11,1% dones solteres, i en un 41,6% no eren unitats familiars. En el 28,5% dels habitatges hi vivien persones soles el 5,5% de les quals corresponia a persones de 65 anys o més que vivien soles. El nombre mitjà de persones vivint en cada habitatge era de 2,37 i el nombre mitjà de persones que vivien en cada família era de 2,98.
Per edats la població es repartia de la següent manera: un 21,4% tenia menys de 18 anys, un 14,6% entre 18 i 24, un 33,8% entre 25 i 44, un 20% de 45 a 60 i un 10,2% 65 anys o més.
L'edat mediana era de 32 anys. Per cada 100 dones de 18 o més anys hi havia 101,7 homes.
La renda mediana per habitatge era de 41.173 $ i la renda mediana per família de 47.570 $. Els homes tenien una renda mediana de 32.177 $ mentre que les dones 25.425 $. La renda per capita de la població era de 19.830 $. Entorn del 6,6% de les famílies i el 10,9% de la població estaven per davall del llindar de pobresa.

## Poblacions més properes
El següent diagrama mostra les poblacions més properes.